# Steve Horvat
Steve Horvat (Australia, 4 marzo 1971) è un ex calciatore australiano, direttore sportivo del Western United.

## Carriera

### Club
Steve ha giocato per molti anni in Australia. Ha origine croate come molti dei giocatori che si sono formati con il Melbourne Knights, squadra dove lui ha militato per diversi anni.

### Nazionale
Ha fatto diverse presenze sia con l'Under-17 (segnando anche un gol), che con i Socceroos (32 presenze).

## Palmarès
- Joe Marston Medal - NSL Grand Final Man of the Match: 1

1994-1995